# ماري ميشو
ماري ميشو (بالفرنسية: Marie Michaud)‏ (و. 1957 – م) هي ممثلة، وممثلة أفلام، من كندا.

## وصلات خارجية
- ماري ميشو على موقع IMDb (الإنجليزية)
- ماري ميشو على موقع كينوبويسك (الروسية)